# 本特·古斯塔夫松
本特·古斯塔夫松（瑞典語：Bengt Gustavsson，1928年1月13日—2017年2月16日），瑞典男子足球运动员，司职后卫。他曾代表瑞典国家队参加1952年夏季奥林匹克运动会足球比赛，获得一枚铜牌。